# Nosotetocus
Nosotetocus is een geslacht van kevers uit de familie van de boomsapkevers (Nosodendridae). 

## Soorten
Het geslacht omvat 3 soorten:
- Nosotetocus debilis †
- Nosotetocus marcovi †
- Nosotetocus vespertinus †